# Gustav Markt
Gustav Markt (* 14. Dezember 1881 in Inzing, Tirol; † 6. Oktober 1977 in Innsbruck) war ein österreichischer Elektrotechniker und Hochschullehrer.

## Werdegang
Von 1900 bis 1906 studierte Markt an der Technischen Hochschule in Wien. Ab 1908 arbeitete er bei den österreichischen Siemens-Schuckert-Werken an der Elektrifizierung der Eisenbahnen sowie bei der Planung und Errichtung von Kraftwerken und des Verbundnetzes. Zusammen mit Benno Mengele erhielt er 1930 ein Patent auf den mark-mengelschen Bündelleiter zur Höchstspannungs-Übertragung.
Ab 1931 war er auch Professor an der Technischen Hochschule in Wien und ab 1945 an der Universität Innsbruck.
Er verstarb am 6. Oktober 1977 in Innsbruck. In Inzing wurde der Dr.-Gustav-Markt-Weg ⊙ nach ihm benannt.